# کلاه گاوچرانی
کلاه کابویی (به انگلیسی: Cowboy hat) نام کلاهی گرد و لبه‌دار است.

این کلاه مورد استفاده کابوی‌ها قرار می‌گیرد برای همین به کلاه کابویی مشهور شده‌است.

معنی واژه (cowboy hat) در فارسی کلاه گاو چران است.

برخی بر این باورند که سازنده‌ی این نوع از کلاه فردی امریکایی به‌نام جان باترسون استتسون می‌باشد.

## نگارخانه

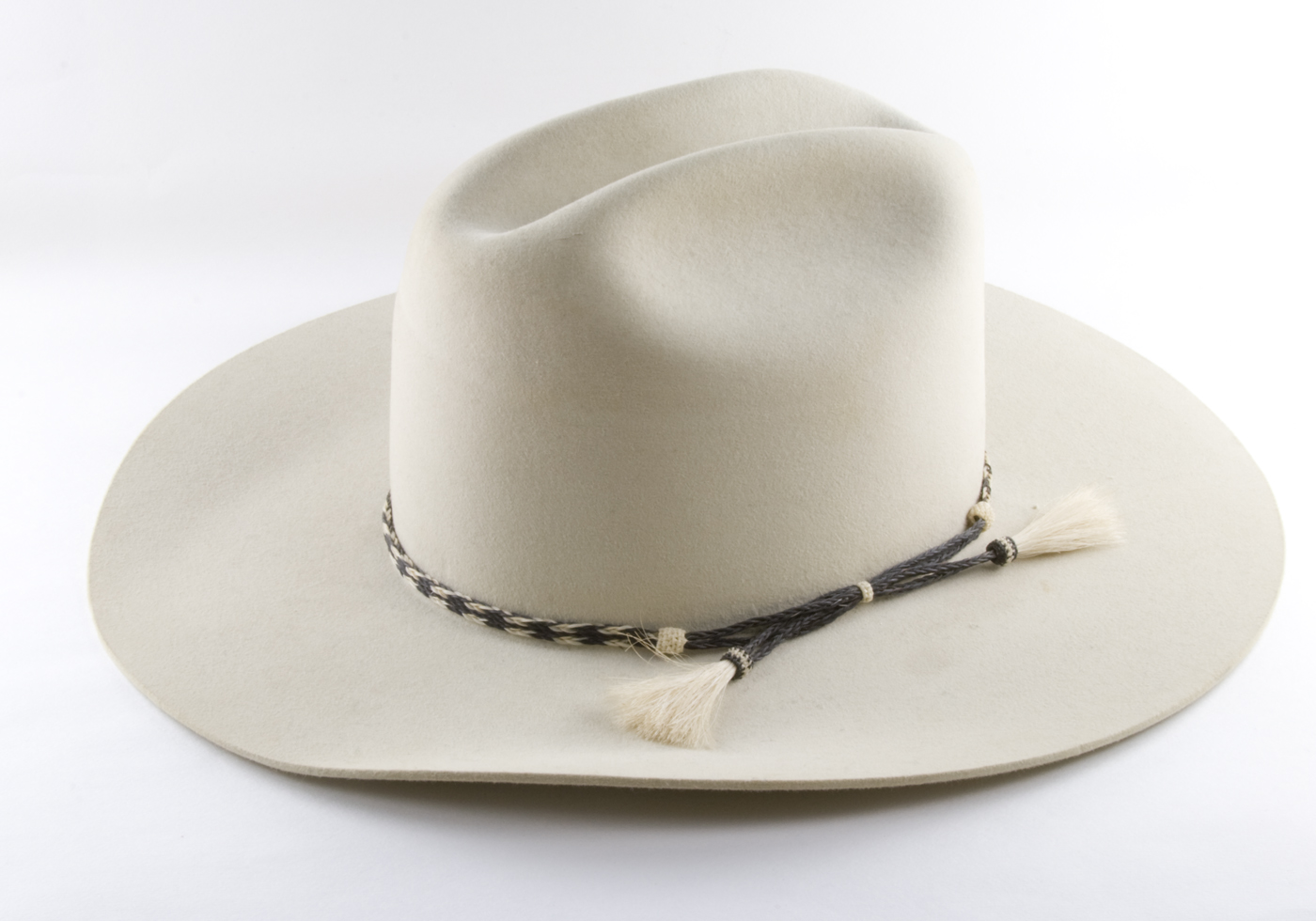
کلاه کابویی
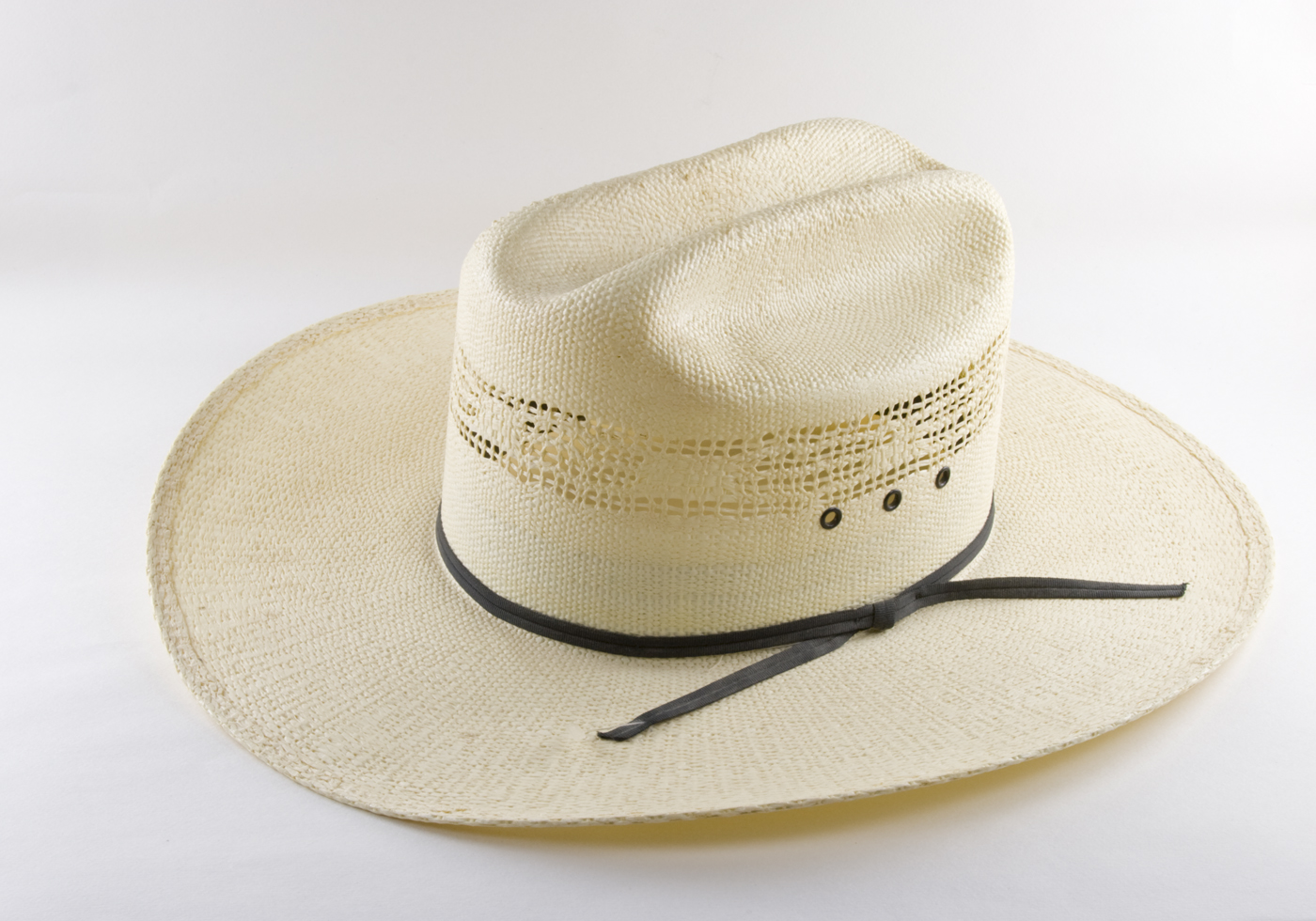
کلاه کابویی
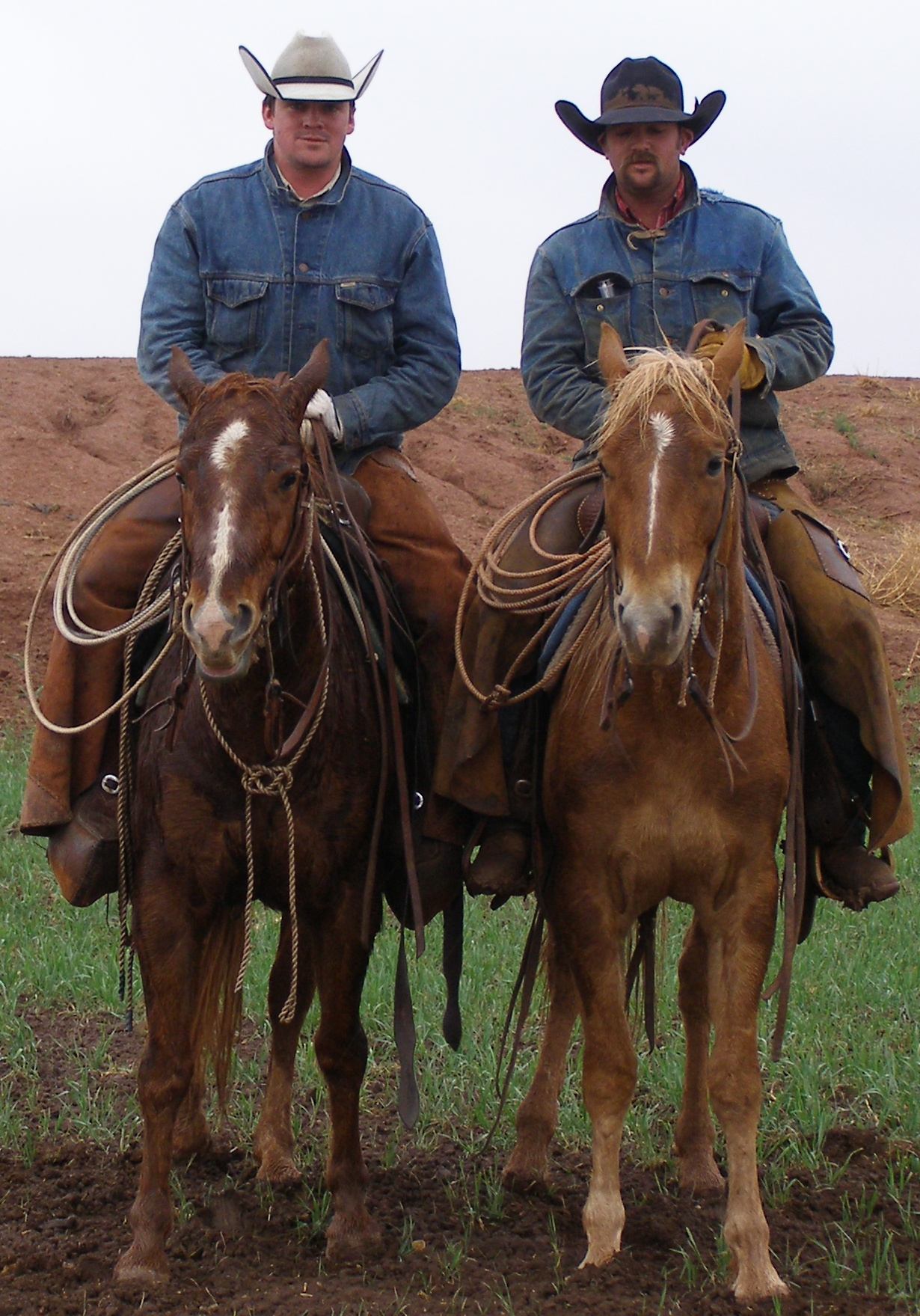
دو کابوی در تگزاس با کلاه کابویی
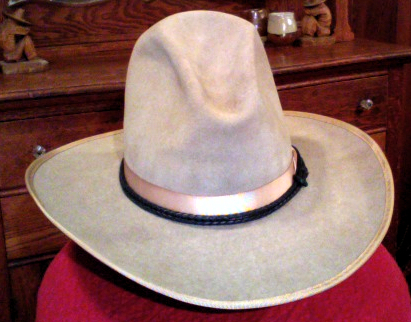
کلاه کابویی
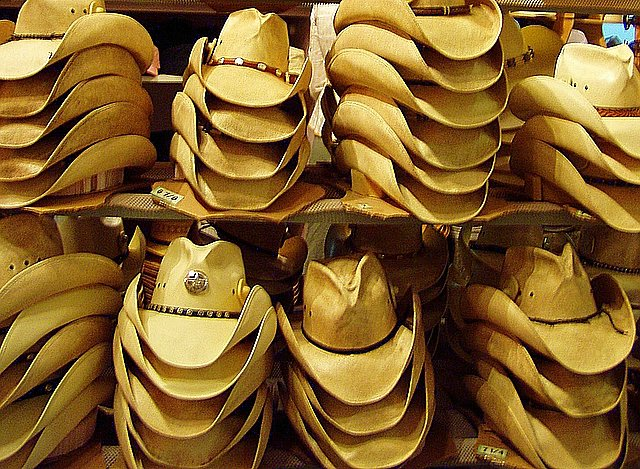
کلاه‌های کابویی